# Itauguá
Itauguá is een stad en gemeente (in Paraguay un distrito genoemd) in het departement Central.
Itauguá telt 106.000 inwoners.

## Geschiedenis
Itauguá is op 27 juni 1728 gesticht door gouverneur Martín de Barúa Picazza. De stad kreeg de naam Nuestra Señora del Rosario de Itauguá. De plek was overigens al bewoond: langs de beek Itay woonden indianen in eenvoudige hutten, tapyi genoemd. Deze bewoners werden opgeroepen om groepsgewijs in Asuncion te gaan werken en nadien weer terug te keren naar Itauguá; betaling voor het werk geschiedde in natura. In 1761 telde Itauguá rond de 1000 inwoners, overwegend Guaraní. In 1795 was het aantal inwoners gestegen tot 2235.
Begin 20e eeuw stroomden immigranten uit Europa en het Midden-Oosten toe. Het district ontwikkelde zich echter langzaam en pas in 1972 werd de stad aangesloten op het elektriciteitsnetwerk. Verharde wegen werden vanaf 1975 aangelegd en in 1980 kwam er kraanwater beschikbaar. In 1991 werd het Gran Hospital Nacional geopend.

## Economie
Itauguá staat van oudsher bekend om de weefkunst Ñanduti. Ook worden er al lange tijd aardbeien gekweekt. Van recenter datum is de ontwikkeling van een industriële zone met circa 140 bedrijven, waaronder een koelkastfabriek, een logistiek centrum en een Koreaanse fabrikant van auto-onderdelen.

## Geboren
- Iván Piris (1989), voetballer
- Sergio Díaz (1998), voetballer
- Blás Riveros (1998), voetballer

## Afbeeldingen

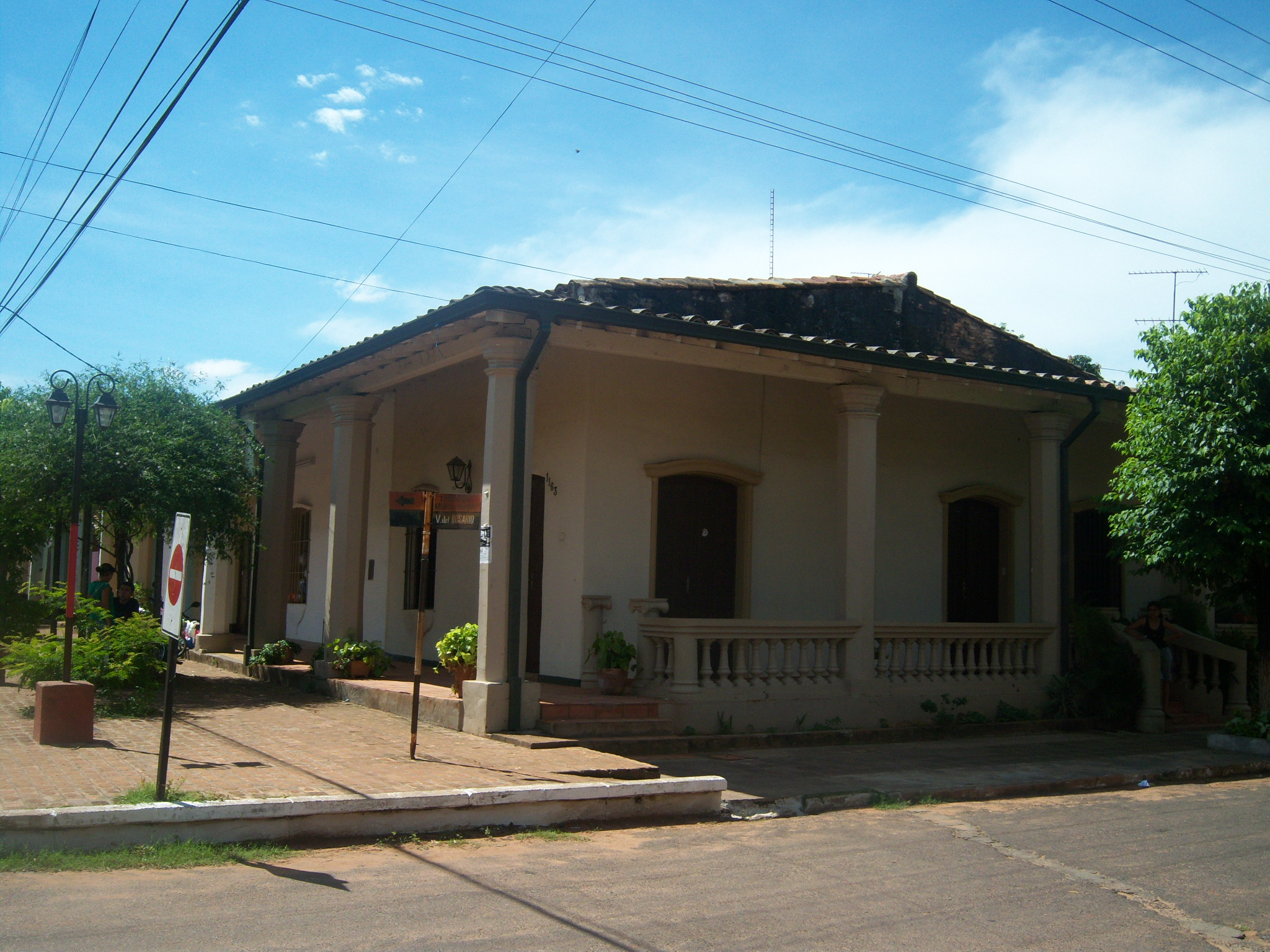
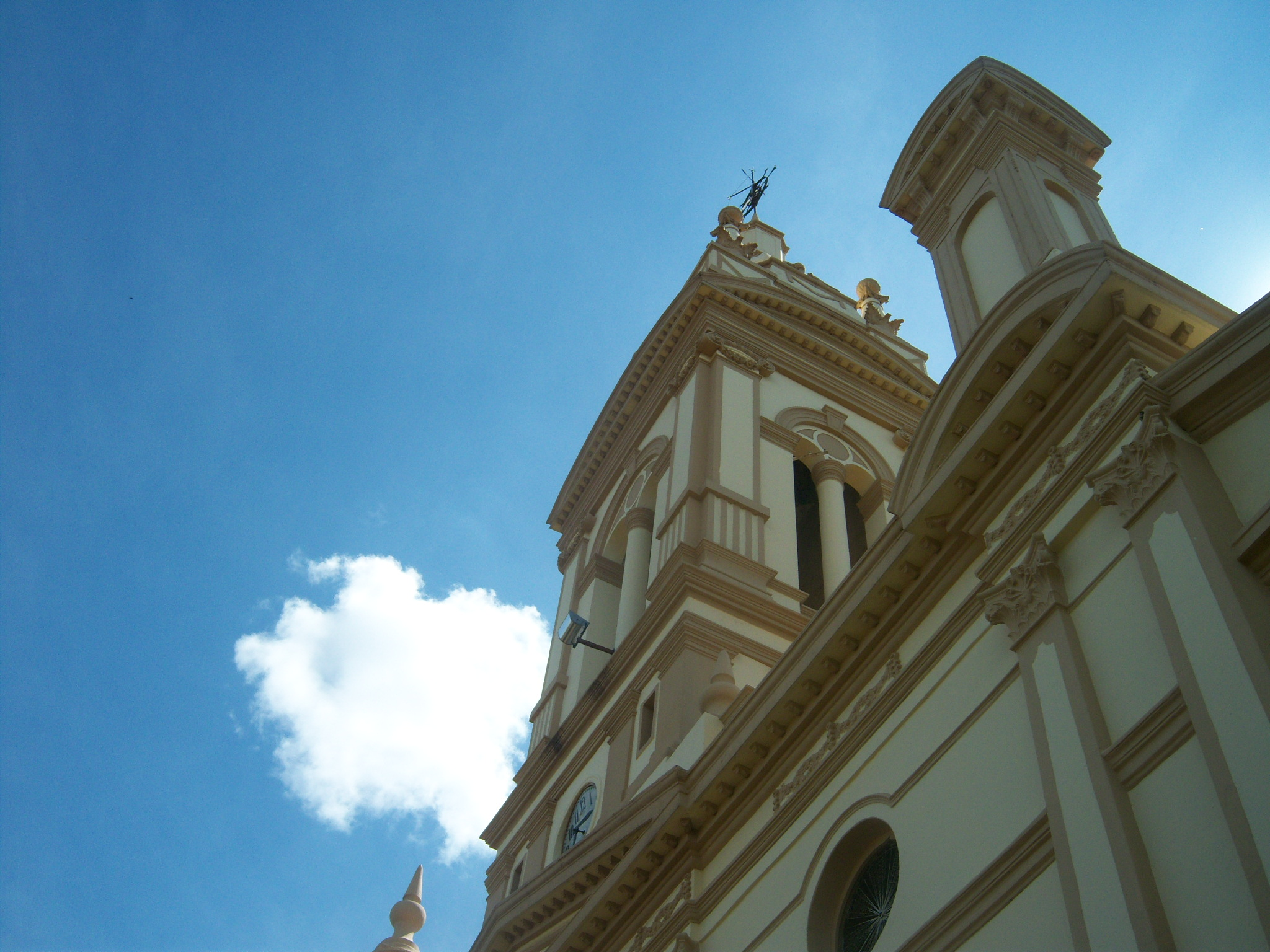
Kerk Virgen del Rosario